# Strandsegeln

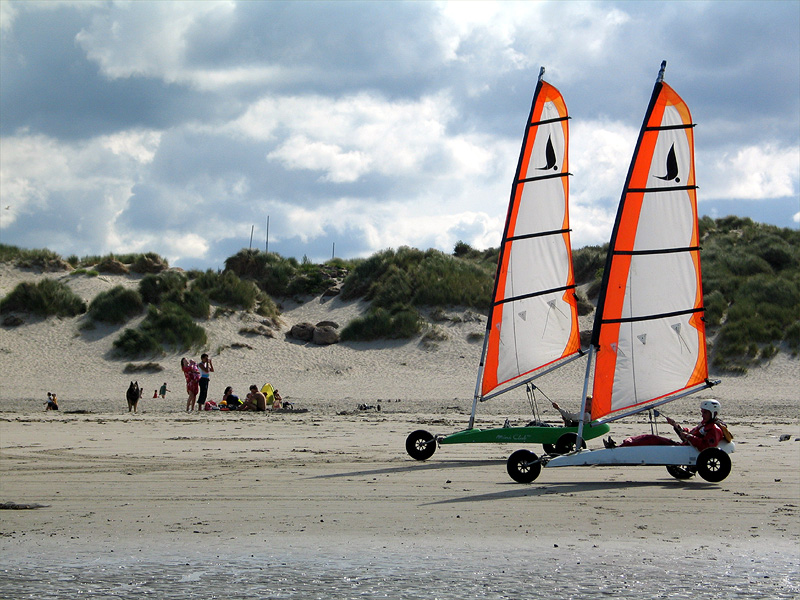
Strandsegler in Frankreich

Strandsegeln (oder auch Landsegeln) ist die Fortbewegung eines Fahrzeuges auf Rädern (Segelwagen), das ausschließlich von Windenergie angetrieben und von einem oder zwei Fahrer(n) (Piloten) gesteuert wird. Bevorzugt findet Strandsegeln auf weiten Stränden oder ausgetrockneten Salzseen statt.

## Allgemeines
Das Strandsegeln hat eine lange Tradition, die in Europa bis 1600 zurückreicht. Waren die Strandsegler ursprünglich vierrädrige Nutz- bzw. Transportfahrzeuge, so werden heutige Strandsegler fast ausschließlich als Sportgeräte verwendet. Siehe hierzu auch Segelwagen um 1600.

### Form und Ausführung der Strandsegler
In der Regel gleicht ein moderner Strandsegler einem Kajak auf drei Rädern mit einem Segel. Einfachere Modelle bestehen auch nur aus einem unverkleideten Rohrrahmen. Der Strandsegler wird von einem Fahrer über ein lenkbares Vorderrad gesteuert. Bei einigen Modellen lassen sich die Räder im Winter gegen Kufen austauschen, siehe Eissegeln.
Eine besondere Form des Strandsegelns stellt das Kitebuggyfahren dar, bei dem nicht ein Segel, sondern ein Lenkdrachen den Antrieb übernimmt.

### Einteilung und Regularien
Die Strandsegler werden in Klassen eingeteilt. Die Unterscheidungsmerkmale der Klassen sind im Wesentlichen die Konstruktion, die definierten Abmessungen und Massen sowie Segelflächen.
Die Regeln beim Strandsegeln werden erstellt und herausgegeben von der FISLY (Federation International de Sand et Landyachting), dem Weltverband der Strand- und Landsegler. Dieses Regelwerk ist verbindlich für alle, die Segeln auf dem Strand oder Land betreiben und teilt sich in drei Abschnitte:
- Sailing Rules (Fahrbestimmungen)
- Racing Rules (Wettkampfbestimmungen)
- Annex – hier besonders hervorzuheben die Spezifikationen der einzelnen Segelklassen.

Grundsätzlich gelten diese Regeln für alles, was per Definition (siehe Art. 3 (1) dieses Regelwerkes) ein Strandsegler ist.
In Deutschland ist, wie in anderen Ländern auch, ein Segelschein (auch Pilotenschein genannt) vorgeschrieben. Dieses ist ein spezieller Führerschein für Land- und Strandsegler. Des Weiteren wird in Deutschland eine spezielle Haftpflichtversicherung benötigt, welche ausdrücklich das Risiko des Strandsegelns deckt.

## Sportausübung
Hochleistungsstrandsegler erreichen heute Geschwindigkeiten bis zu 130 km/h, der Amateur oder Freizeitsportler wird jedoch weit unterhalb solcher Geschwindigkeiten fahren.

### Reviere

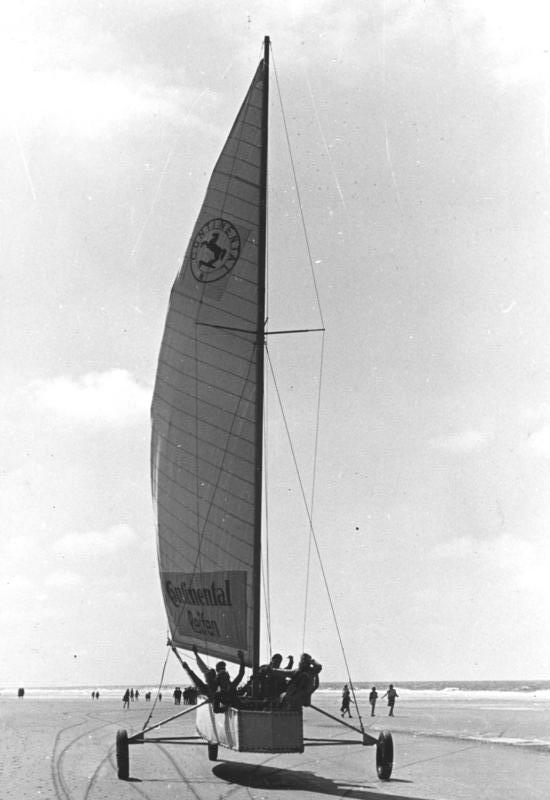
Strandsegler auf Norderney, Sommer 1949

Eine Hochburg des Strandsegelsports in Deutschland ist Sankt Peter-Ording, wobei auf dem dortigen genau festgelegten Strandabschnitt eine Mitgliedschaft im Yachtclub St. Peter-Ording vorgeschrieben ist. Darüber hinaus wird Strandsegeln auch auf den Ostfriesischen Inseln Borkum, Juist, Norderney und Langeoog ausgeübt. Ein ebenfalls gut geeignetes Revier mit ausgewiesenem Strand für das Strandsegeln und einem ansässigen Verein liegt im Süden der Insel Rømø in Dänemark am Sønderstrand. Auch auf der ca. 30 km weiter nördlich gelegenen dänischen Nordseeinsel Fanø befindet sich am Strand von Rindby ein 3 km langer, für Surfer, Strandsegler und Kite-Buggies ausgewiesener Abschnitt.
Fernab der Küste wird Strandsegeln auch auf größeren flachen Wiesen, Äckern, Parkplätzen oder sonstigen geeigneten Flächen betrieben, wobei der Wind als antreibende Energie meist schwächer oder unsteter weht als an der Küste.

### Wettkämpfe
Es werden nationale und internationale Meisterschaften im Strandsegeln durchgeführt.

## Weblinks

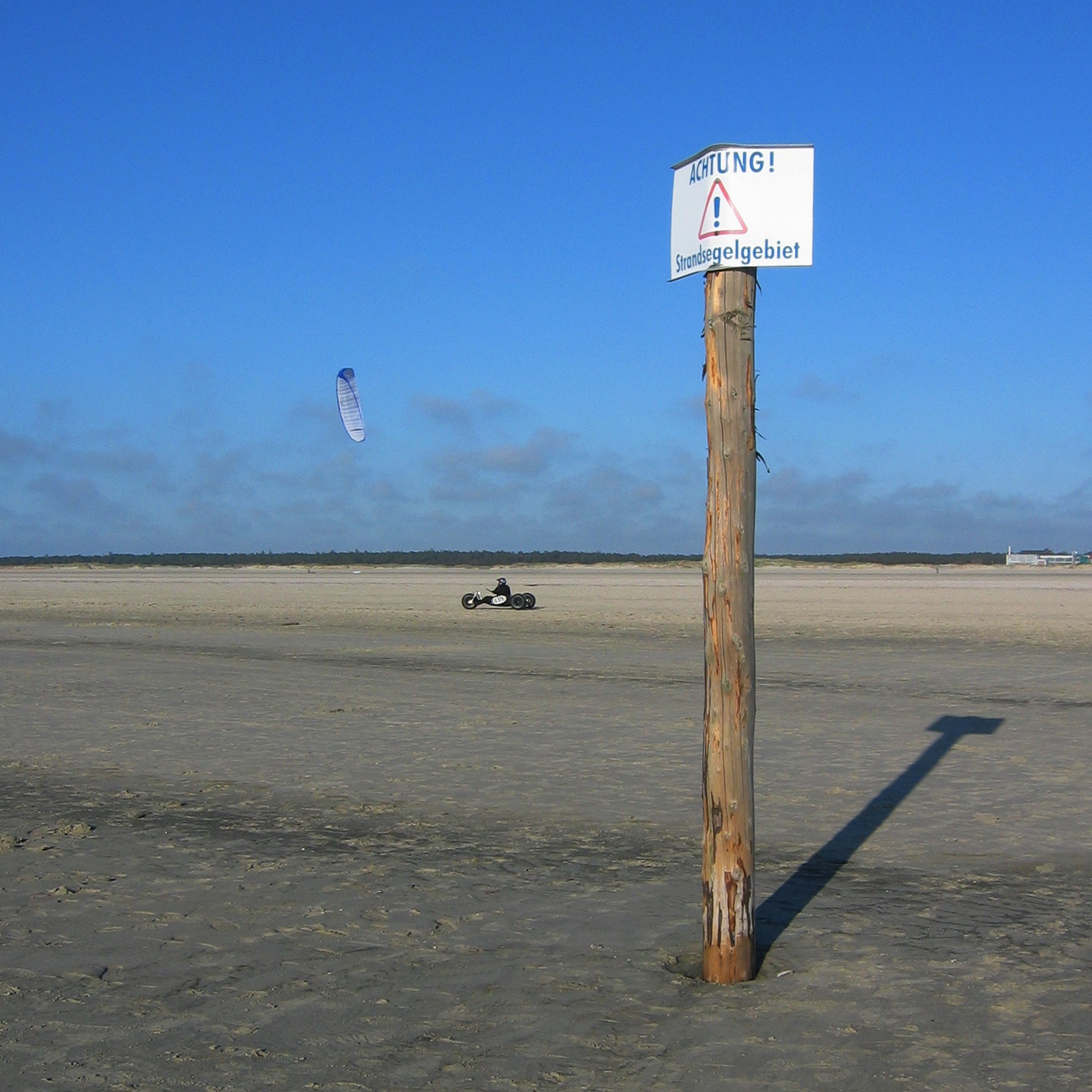
Kitebuggyfahrer im Strandsegelgebiet in Sankt Peter-Ording

### Weltrekorde
Der Weltrekord wurde bis 2009 von den Amerikanern Bob Schumacher (Pilot) und Bob Dill (Designer) gehalten, die 1999 mit ihrer Iron Duck bei Wind zwischen 25 und 30 Knoten eine Geschwindigkeit von 175,5 km/h erreichten und damit den bisherigen Rekord des Franzosen Bertrand von 152,7 km/h überboten. Im März 2009 stellte Richard Jenkins aus England auf dem Salzsee Lake Ivanpah in Nevada mit 202,9 km/h einen neuen Landsegel-Rekord auf. Dieser wurde am 11. Dezember 2022 von Glenn Ashby mit 222,42 km/h überboten.

## Einzelbelege
1. ↑  Bilder vom Strandsegeln, Klasseneinteilung (Memento vom 6. September 2009 im Internet Archive)
2. ↑  The FISLY rules (Memento vom 30. September 2008 im Internet Archive) The International Sailing and Racing Rules
3. ↑  Allgemeine Regeln des Strandsegelns (Memento vom 7. Juli 2004 im Internet Archive) The FISLY rules – deutsche Übersetzung, ohne Anhang
4. ↑  FISLY – Federation International de Sand et Landyachting
5. ↑  Weltrekord auf Salzsee von Las Vergas (Memento vom 6. September 2009 im Internet Archive) Yacht, 19. April 1999
6. ↑  202,9 km/h unter Segeln Yacht, 30. März 2009
7. ↑  International Federation for Sand and Land Yachting – Press Release, abgerufen am 20. Dezember 2022.